# 平安 (曲)
『平安』（へいあん）は、日本のロック・バンド・go!go!vanillasが2024年4月24日にIRORI Recordsから発売した、デジタルシングルである。

## 概要
前作「SHAKE」から約3ヶ月ぶりとなるシングル。
今作のレコーディングも前作と同様、イギリス・ロンドンのメトロポリススタジオにて行われた。当初イギリスでのレコーディングは「SHAKE」のみの予定であったが、レコーディングが順調に進んだため今曲のレコーディングもロンドンで行うことができた。
2024年3月10日に幕張メッセにて行われたライブ「MAKE YOUR DREAM」終演後にスクリーンに今作のリリースが決定したことが映し出された。
4月8日に、今作のリリース日が4月24日に決定したことが発表された。また、佐久間友香が手掛けたジャケット写真も解禁された。
4月24日に今作の配信が開始され、同時にミュージック・ビデオも公開された。
5月20日に今作のMVのメイキング映像が公開された。
今作のリリースに際し牧は、「強い歌が欲しくなりました。僕らはみんな渦中の人だから」とコメントした。

## 批評
音楽ライターの兵庫慎司は、デビュー当時のバニラズの音楽性はトレンドと明らかに異なるものであったことを振り返った上で、「それ（バニラズの音楽性）を上手いこと薄めてブレイクしたのかと言うと、キャッチーにはなったし、新たな音楽ジャンルを取り入れてきたが、濃いまんまだ。」「ポリティカルな歌詞といい、80年代から現在までミックスしたような曲展開及びアレンジといい、相当なことをやっている。こういうバンドが支持を集めているという事実に、気持ちが明るくなる。」と述べている。

## 楽曲解説
1. 平安 (03:09)
作詞・作曲：牧達弥
編曲：go!go!vanillas、井上惇志
  - アルバム『Lab.』に収録されている。
  - 前述の通り、主にイギリス・ロンドンのメトロポリススタジオにて製作・レコーディングされた楽曲で、ロンドンで最初にレコーディングした楽曲[13][14]。牧は「せっかくイギリスでしっかりレコーディングできるんだから本場のサウンドを作りたくて。サウンドがかなり洋楽に寄ったぶん、メロディと歌詞には日本のポップスならではの要素を落とし込みました。」と振り返っている[14]。
  - 曲の終盤のパート（「この世は～」）は製作の最後に追加された。そのため、該当パートのみ日本でレコーディングされている。このパートの追加について、柳沢は「フィナーレ感が生まれるというか、曲が一気にスタジアムクラスになる感じがあった」、ジェットセイヤは「『来た！』と思った」と発言している[14]。
  - 牧は「コロナ以降、世界との距離感の取り方についていろいろ考えさせられたんですよ。痛ましい事件とか、ネットで起きる炎上とか、離れた場所から見ているつもりでも自分もそこに加担していることってあるよな、と。みんないろいろな解釈をしているし、正解はない。ということは、自分の人生の答えを持っているのは当然自分だけだという話になると思うんです。」と発言しており、それを受けて今曲の歌詞には「正解のない世界でしっかり立てるように」「自分らしくいられるように」というメッセージが込められている[14]。Billboard JAPANのインタビューで、同じく元号がタイトルに含まれている楽曲「平成ペイン」(2017年) で歌っていることとの違いについて問われた際には、牧は「『平成ペイン』では集団に向けて『これから日本という国で暮らしていく中で、みんなで助け合っていこう』ということを歌っていたのに対し、令和になって、相手のことを考えられる日本人の美徳は失われてしまっているように感じられたため、『平安』では個人に向けて『余計な団結はしなくていい』『無理にブームに乗らなくていい』ということを歌っている。」と発言している[14]。
  - スタジオのレコーディングエンジニアのアレックス・ロビンソンが今まで担当してきたアーティストの楽曲をバンドメンバーで聴きながら「この曲のこういうところがいいよね」とザッピングしていく中で、湧いてきたアイデアをもとに製作された楽曲で、冒頭のギターのスライス奏法はベックの楽曲「Dreams」に影響を受けている[14]。
  - 2024年4月29日開催のJAPAN JAM 2024にて初披露された[15]。ライブでは、テンポを上げたバージョンが披露されることが多い[16]。

## 参加ミュージシャン
go!go!vanillas
- 牧達弥（ボーカル・ギター）
- 柳沢進太郎（ギター・ボーカル）
- 長谷川プリティ敬祐（ベース）
- ジェットセイヤ（ドラムス）

Additional Musicians
- 井上惇志(showmore)（ピアノ・キーボード）
- 根津まなみ(showmore)（コーラス）

## ライブ映像作品
平安
- Lab.（初回限定盤）
- LIVE FILM「東京 Lab. ストーリー」2024.11.10 両国国技館
- SCARY MONSTERS EP